# Fenyő-galambgomba
A fenyő-galambgomba (Russula torulosa) az Agaricomycetes osztályának galambgomba-alkatúak (Russulales) rendjébe, ezen belül a galambgombafélék (Russulaceae) családjába tartozó, Eurázsiában és Észak-Afrikában honos, homokos talajú fenyvesekben élő, nem ehető gombafaj.

## Megjelenése
A fenyő-galambgomba kalapja 5-10 cm széles, alakja domború, majd laposan kiterül, középen benyomottá válik. A kalapszél többé-kevésbé sima. Felszíne száraz, nedvesen tapadós, bőre részben lehúzható. Színe lilás sötétvöröses színű, közepe halvány olajzöldes.
Húsa tömör, fehéres. Szaga fűszeres, almára, mézre emlékeztet; íze fanyar, csípős.
Sűrűn álló lemezei tönkhöz nőttek; sok a féllemez. Színük fehér, idősen krémszínű.
Tönkje 3–6 cm magas, max. 3 cm vastag. Alakja hengeres, tömzsi, belül üreges. Színe lilás-pirosas, lassan sárguló, hosszanti csíkos.
Spórapora okkerszínű. Spórája nyújtott ellipszoid, felülete hálózatosan díszített, mérete 7-9 x 6-7 μm. 

### Hasonló fajok
A lucfenyő-galambgombával vagy a citromlemezű galambgombával lehet összetéveszteni.

## Elterjedése és termőhelye
Európában, Észak-Ázsiában és Észak-Afrikában honos. Magyarországon helyenként gyakori lehet.  
Homokos talajú fenyvesekben, általában kéttűs fenyők (főleg feketefenyő) alatt található meg egyesével vagy kisebb csoportokban. Nyár végétől késő őszig terem.

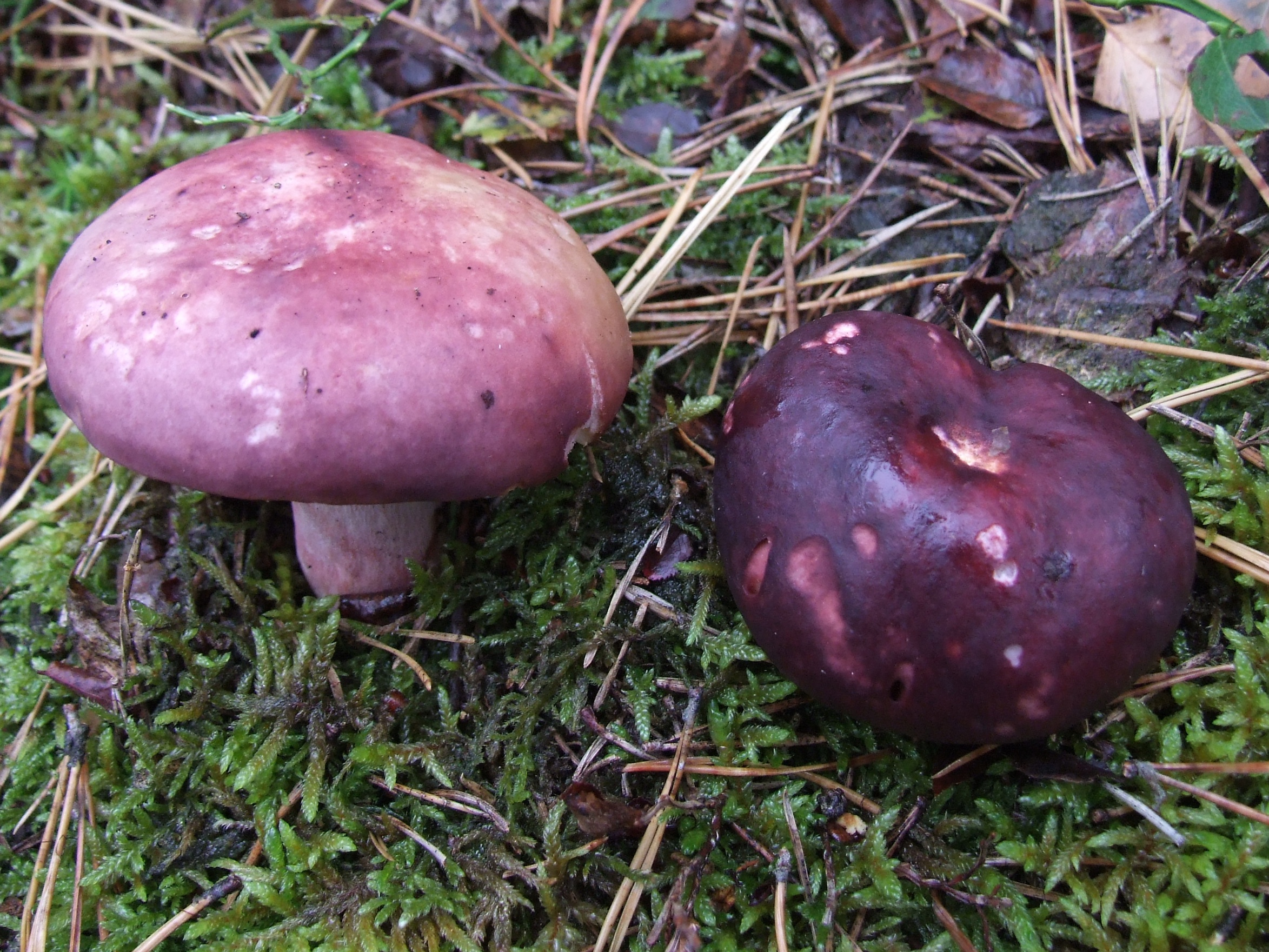
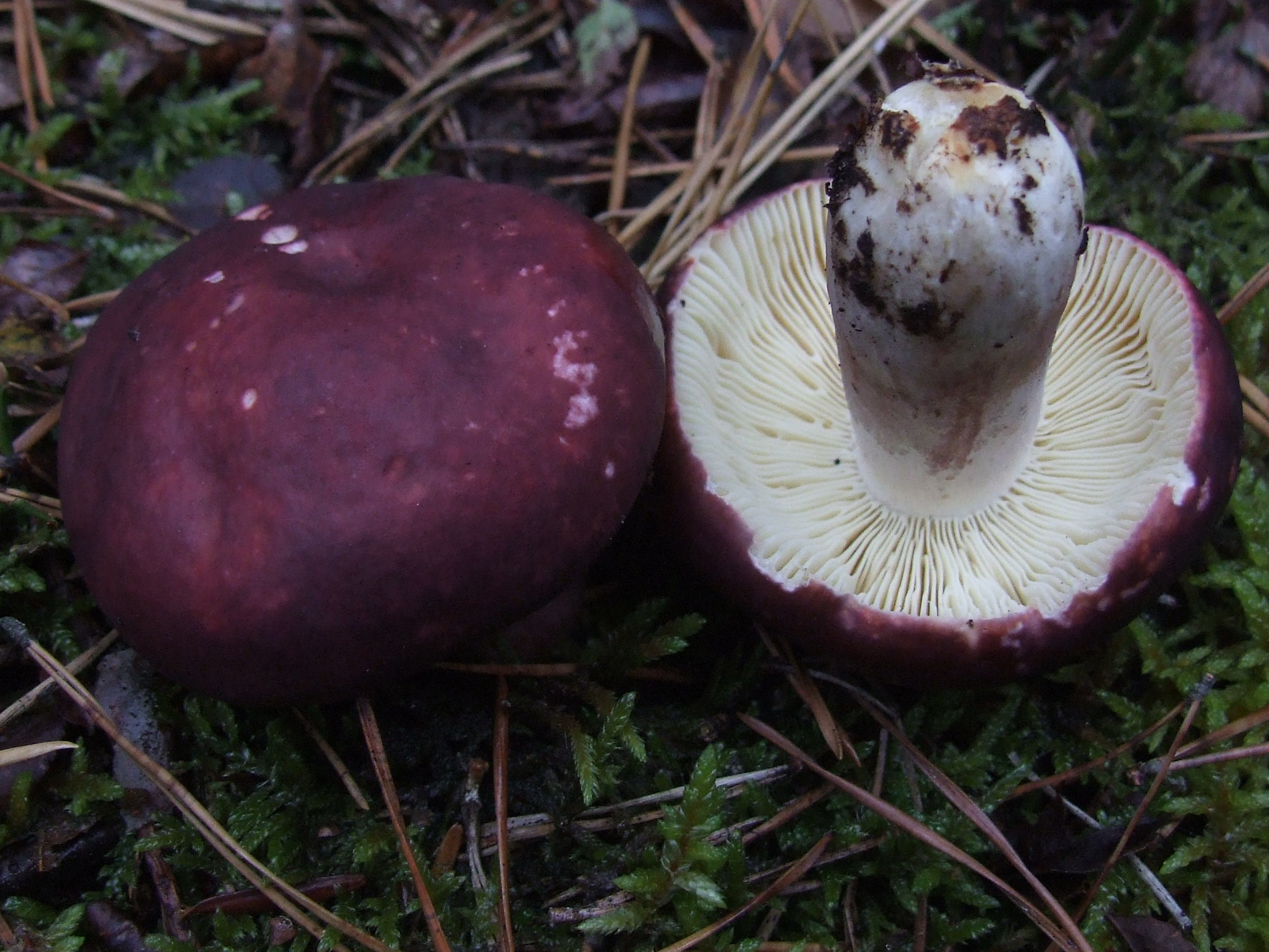
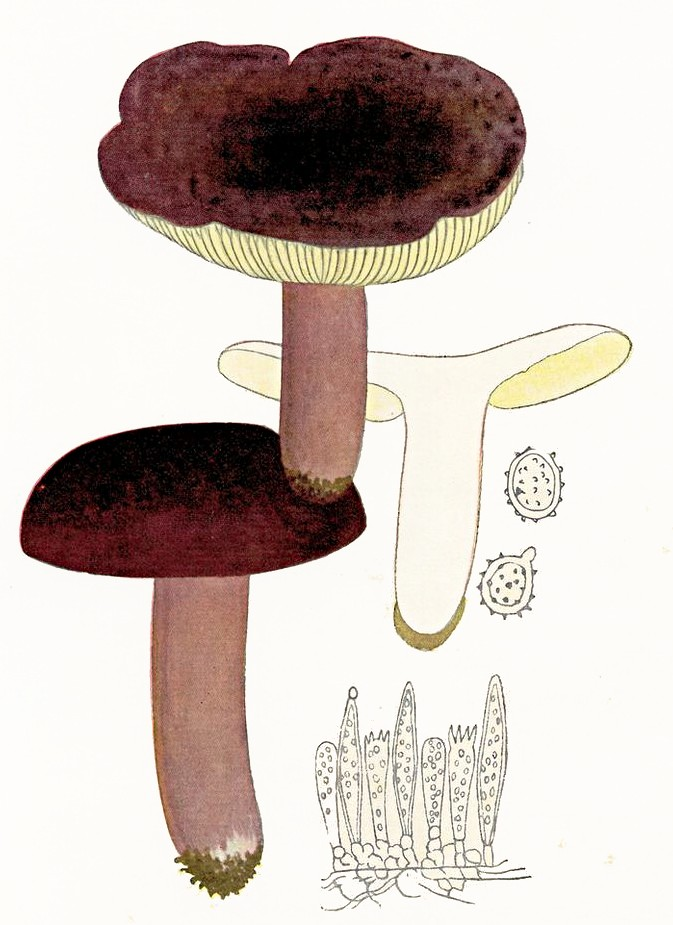
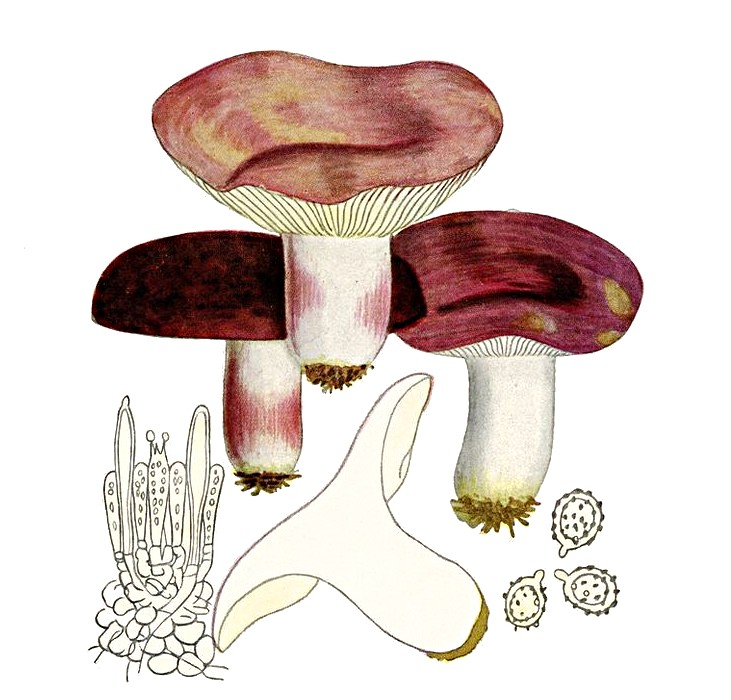

Nem ehető.